# بيل جون بيكر
بيل جون بيكر (بالإنجليزية: Bill John Baker)‏ هو سياسي أمريكي، ولد في 9 فبراير 1952 في تاهليكوا في الولايات المتحدة. حزبياً، نشط في الحزب الديمقراطي.